# Herrarnas 400 meter häck vid världsmästerskapen i friidrott 2022
Herrarnas 400 meter häck vid världsmästerskapen i friidrott 2022 avgjordes mellan den 16 och 19 juli 2022 på Hayward Field i Eugene i USA.
Brasilianska Alison dos Santos tog guld efter ett lopp på 46,29 sekunder, vilket blev ett nytt sydamerikanskt- och mästerskapsrekord. Silvret togs av amerikanska Rai Benjamin efter ett lopp på säsongsbästat 46,89 sekunder och bronset togs av hans landsman Trevor Bassitt som satte ett nytt personbästa på 47,39 sekunder.

## Rekord
Innan tävlingens start fanns följande rekord:
| Rekord                                         | Idrottare               | Tid   | Plats               | Datum           |
| ---------------------------------------------- | ----------------------- | ----- | ------------------- | --------------- |
| Världsrekord                                   | Karsten Warholm (NOR)   | 45,94 | Tokyo, Japan        | 3 augusti 2021  |
| Mästerskapsrekord                              | Kevin Young (USA)       | 47,18 | Stuttgart, Tyskland | 19 augusti 1993 |
| Världsårsbästa                                 | Alison dos Santos (BRA) | 46,80 | Stockholm, Sverige  | 30 juni 2022    |
| Afrikanskt rekord                              | Samuel Matete (ZAM)     | 47,10 | Zürich, Schweiz     | 7 augusti 1991  |
| Asiatiskt rekord                               | Abderrahman Samba (QAT) | 46,98 | Paris, Frankrike    | 30 juni 2018    |
| Nord-, centralamerikanskt och karibiskt rekord | Rai Benjamin (USA)      | 46,17 | Tokyo, Japan        | 3 augusti 2021  |
| Sydamerikanskt rekord                          | Alison dos Santos (BRA) | 46,72 | Tokyo, Japan        | 3 augusti 2021  |
| Europeiskt rekord                              | Karsten Warholm (NOR)   | 45,94 | Tokyo, Japan        | 3 augusti 2021  |
| Oceaniskt rekord                               | Rohan Robinson (AUS)    | 48,28 | Atlanta, USA        | 31 juli 1996    |

## Program
Alla tider är lokal tid (UTC−7).
| Datum   | Tid   | Omgång      |
| ------- | ----- | ----------- |
| 16 juli | 13:20 | Försöksheat |
| 17 juli | 18:03 | Semifinaler |
| 19 juli | 19:50 | Final       |

## Resultat

### Försöksheat
De fyra första i varje heat 0Q0 samt de fyra snabbaste tiderna 0q0 kvalificerade sig för semifinalerna.
| Placering | Heat | Namn                    | Nationalitet            | Tid   | Noteringar |
| --------- | ---- | ----------------------- | ----------------------- | ----- | ---------- |
| 1         | 5    | Khallifah Rosser        | USA                     | 48,62 | 0Q0        |
| 2         | 4    | Rasmus Mägi             | Estland                 | 48,78 | 0Q0        |
| 3         | 1    | Rai Benjamin            | USA                     | 49,06 | 0Q0        |
| 4         | 4    | Thomas Barr             | Irland                  | 49,15 | 0Q0, 0SB0  |
| 5         | 4    | Gerald Drummond         | Costa Rica              | 49,16 | 0Q0        |
| 6         | 4    | Trevor Bassitt          | USA                     | 49,17 | 0Q0        |
| 7         | 3    | Karsten Warholm         | Norge                   | 49,34 | 0Q0, 0SB0  |
| 8         | 4    | Alastair Chalmers       | Storbritannien          | 49,37 | 0q0        |
| 9         | 2    | Alison dos Santos       | Brasilien               | 49,41 | 0Q0        |
| 10        | 2    | Kemar Mowatt            | Jamaica                 | 49,44 | 0Q0        |
| 11        | 4    | Shawn Rowe              | Jamaica                 | 49,51 | 0q0        |
| 12        | 1    | Abdelmalik Lahoulou     | Algeriet                | 49,58 | 0Q0        |
| 13        | 2    | Wilfried Happio         | Frankrike               | 49,60 | 0Q0        |
| 14        | 5    | Ramsey Angela           | Nederländerna           | 49,62 | 0Q0        |
| 15        | 5    | Carl Bengtström         | Sverige                 | 49,64 | 0Q0        |
| 15        | 1    | Ezekiel Nathaniel       | Nigeria                 | 49,64 | 0Q0        |
| 17        | 2    | Nick Smidt              | Nederländerna           | 49,80 | 0Q0        |
| 18        | 3    | Julien Watrin           | Belgien                 | 49,83 | 0Q0        |
| 19        | 4    | Yasmani Copello         | Turkiet                 | 49,83 | 0q0        |
| 20        | 5    | Kyron McMaster          | Brittiska Jungfruöarna  | 49,98 | 0Q0        |
| 21        | 1    | Kazuki Kurokawa         | Japan                   | 50,02 | 0Q0        |
| 22        | 3    | Jaheel Hyde             | Jamaica                 | 50,03 | 0Q0        |
| 23        | 2    | Sokwakhana Zazini       | Sydafrika               | 50,09 | 0q0        |
| 24        | 5    | Mario Lambrughi         | Italien                 | 50,18 |            |
| 25        | 5    | Pablo Andrés Ibáñez     | El Salvador             | 50,18 |            |
| 26        | 3    | Moitalel Naadokila      | Kenya                   | 50,19 | 0Q0        |
| 27        | 1    | Chen Chieh              | Kinesiska Taipei        | 50,28 |            |
| 28        | 3    | Julien Bonvin           | Schweiz                 | 50,40 |            |
| 29        | 2    | Takayuki Kishimoto      | Japan                   | 50,66 |            |
| 30        | 5    | Vít Müller              | Tjeckien                | 50,71 |            |
| 31        | 2    | Jabir Madari Palliyalil | Indien                  | 50,76 |            |
| 32        | 1    | Chris McAlister         | Storbritannien          | 51,55 |            |
| 33        | 4    | Mahau Suguimati         | Brasilien               | 52,43 |            |
| 34        | 3    | Ned Azemia              | Seychellerna            | 53,07 |            |
| 35        | 3    | Juander Santos          | Dominikanska republiken | 58,80 |            |
|           | 1    | Jordin Andrade          | Kap Verde               |       | 0DNF0      |
|           | 1    | Dany Brand              | Schweiz                 |       | 0DNS0      |

### Semifinaler
De två första i varje heat 0Q0 samt de två snabbaste tiderna 0q0 kvalificerade sig för finalen.
| Placering | Heat | Namn                | Nationalitet           | Tid   | Noteringar |
| --------- | ---- | ------------------- | ---------------------- | ----- | ---------- |
| 1         | 2    | Alison dos Santos   | Brasilien              | 47,85 | 0Q0        |
| 2         | 3    | Karsten Warholm     | Norge                  | 48,00 | 0Q0, 0SB0  |
| 3         | 3    | Wilfried Happio     | Frankrike              | 48,14 | 0Q0, 0PB0  |
| 4         | 2    | Trevor Bassitt      | USA                    | 48,17 | 0Q0        |
| 5         | 3    | Khallifah Rosser    | USA                    | 48,34 | 0q0        |
| 6         | 2    | Rasmus Mägi         | Estland                | 48,40 | 0q0        |
| 7         | 1    | Rai Benjamin        | USA                    | 48,44 | 0Q0        |
| 8         | 3    | Kemar Mowatt        | Jamaica                | 48,59 |            |
| 9         | 2    | Carl Bengtström     | Sverige                | 48,75 |            |
| 10        | 2    | Abdelmalik Lahoulou | Algeriet               | 48,90 |            |
| 11        | 1    | Jaheel Hyde         | Jamaica                | 49,09 | 0Q0        |
| 12        | 2    | Moitalel Naadokila  | Kenya                  | 49,34 |            |
| 13        | 2    | Gerald Drummond     | Costa Rica             | 49,37 |            |
| 14        | 1    | Julien Watrin       | Belgien                | 49,52 |            |
| 15        | 3    | Nick Smidt          | Nederländerna          | 49,56 |            |
| 16        | 3    | Kazuki Kurokawa     | Japan                  | 49,69 |            |
| 17        | 1    | Ramsey Angela       | Nederländerna          | 49,77 |            |
| 18        | 2    | Shawn Rowe          | Jamaica                | 49,80 |            |
| 19        | 1    | Thomas Barr         | Irland                 | 50,08 |            |
| 20        | 3    | Sokwakhana Zazini   | Sydafrika              | 50,22 |            |
| 21        | 1    | Alastair Chalmers   | Storbritannien         | 50,54 |            |
| 22        | 1    | Yasmani Copello     | Turkiet                | 51,49 |            |
| 23        | 3    | Ezekiel Nathaniel   | Nigeria                | 54,18 |            |
|           | 1    | Kyron McMaster      | Brittiska Jungfruöarna | 0DNS0 |            |

### Final
Finalen startade den 19 juli klockan 19:50.
| Placering | Namn              | Nationalitet | Tid   | Noteringar |
| --------- | ----------------- | ------------ | ----- | ---------- |
| 1         | Alison dos Santos | Brasilien    | 46,29 | 0AR0, 0MR0 |
| 2         | Rai Benjamin      | USA          | 46,89 | 0SB0       |
| 3         | Trevor Bassitt    | USA          | 47,39 | 0PB0       |
| 4         | Wilfried Happio   | Frankrike    | 47,41 | 0PB0       |
| 5         | Khallifah Rosser  | USA          | 47,88 |            |
| 6         | Jaheel Hyde       | Jamaica      | 48,03 | 0PB0       |
| 7         | Karsten Warholm   | Norge        | 48,42 |            |
| 8         | Rasmus Mägi       | Estland      | 48,92 |            |